# David Dorfman
David Dorfman (født 7. februar 1993) er en amerikansk skuespiller. Han er bedst kendt for sin rolle som Aidan Keller i The Ring fra 2002 og i efterfølgeren The Ring 2 fra 2005. I 2008 sillede han som en af hovedrollerne i komediefilmen Drillbit Taylor med Owen Wilson i hovedrollen.

## Filmografi
- Drillbit Taylor (2008) som Emmit Oosterhaus
- Ghost Whisperer (TV-serie) som Daniel Greene (2006, en episode)
- Joan of Arcadia (TV-serie) som Rocky Tardio (2003-2005, 3 episoder)
- The Ring Two (2005) som Aidan Keller
- The Texas Chainsaw Massacre (2003) som Jedidiah
- A Wrinkle in Time (2003) som Charles Wallace Murry
- The Singing Detective (2003) som unge Dan Dark
- 100 Mile Rule (2002) som Andrew Davis
- The Ring (2002) som Aidan Keller
- Family Law (TV-serie) som Rupie Holt (1999-2002, 20 episoder)
- Black of Life (TV series) som Nicky (2001, en episode)
- Ally McBeal (TV series) som Sammy Paul (2001, en episode)
- Bounce (2000) som  Joey Janello
- Panic (2000) som Sammy
- Galaxy Quest (1999) som  dreng (uncredited)
- Time of My Life (TV-serie) som Kid (1999, en episode)
- Invisible Child (1999) som Sam Beeman